# Finales de la NBA de 1961
Las Finales de la NBA de 1961 fueron las series definitivas de los playoffs de 1961 y suponían la conclusión de la temporada 1960-61 de la NBA, con victoria de Boston Celtics, campeón de la Conferencia Este, sobre St. Louis Hawks, campeón de la Conferencia Oeste, repitiéndose la final del año anterior. El enfrentamiento reunió hasta a 11 futuros miembros del Basketball Hall of Fame, 7 jugadores de los Celtics, 4 de los Hawks, además del entrenador de Boston, Red Auerbach.

## Resumen
| Partido | Fecha       | Equipo local | Resultado | Equipo visitante |
| ------- | ----------- | ------------ | --------- | ---------------- |
| 1       | 2 de abril  | Boston       | 129-95    | St. Louis Hawks  |
| 2       | 5 de abril  | Boston       | 116-108   | St. Louis        |
| 3       | 8 de abril  | St. Louis    | 124-120   | Boston           |
| 4       | 9 de abril  | St. Louis    | 104-119   | Boston           |
| 5       | 11 de abril | Boston       | 121-112   | St. Louis        |

Boston ganan las series 4-1

## Enfrentamientos en temporada regular
Durante la temporada regular, los Hawks y los Celtics se vieron las caras hasta en diez ocasiones (la liga la formaban entonces 8 equipos), jugando cinco encuentros en el Boston Garden y otros cinco en el Kiel Auditorium. La ventaja era de los Celtics que habían conseguido ganar en siete ocasiones.
| 16 de noviembre | St. Louis Hawks | 106–124 | Boston Celtics |                                 |
|                 |                 |         |                |                                 |
|                 |                 |         |                | Pabellón: Boston Garden, Boston |

| 29 de noviembre | Boston Celtics | 119–109 | St. Louis Hawks |                                      |
|                 |                |         |                 |                                      |
|                 |                |         |                 | Pabellón: Kiel Auditorium, St. Louis |

| 21 de diciembre | St. Louis Hawks | 108–120 | Boston Celtics |                                 |
|                 |                 |         |                |                                 |
|                 |                 |         |                | Pabellón: Boston Garden, Boston |

| 28 de diciembre | Boston Celtics | 99–105 | St. Louis Hawks |                                      |
|                 |                |        |                 |                                      |
|                 |                |        |                 | Pabellón: Kiel Auditorium, St. Louis |

| 8 de enero | Boston Celtics | 104–133 | St. Louis Hawks |                                      |
|            |                |         |                 |                                      |
|            |                |         |                 | Pabellón: Kiel Auditorium, St. Louis |

| 18 de enero | St. Louis Hawks | 125–114 | Boston Celtics |                                 |
|             |                 |         |                |                                 |
|             |                 |         |                | Pabellón: Boston Garden, Boston |

| 31 de enero | Boston Celtics | 109–103 | St. Louis Hawks |                                      |
|             |                |         |                 |                                      |
|             |                |         |                 | Pabellón: Kiel Auditorium, St. Louis |

| 5 de febrero | St. Louis Hawks | 121–123 | Boston Celtics |                                 |
|              |                 |         |                |                                 |
|              |                 |         |                | Pabellón: Boston Garden, Boston |

| 25 de febrero | Boston Celtics | 122–109 | St. Louis Hawks |                                      |
|               |                |         |                 |                                      |
|               |                |         |                 | Pabellón: Kiel Auditorium, St. Louis |

| 1 de marzo | St. Louis Hawks | 110–97 | Boston Celtics |                                 |
|            |                 |        |                |                                 |
|            |                 |        |                | Pabellón: Boston Garden, Boston |

## Resumen de los partidos
| 2 de abril                    | St. Louis Hawks                                                          | 95–129               | Boston Celtics                                           |                                                                                |  |  |
|                               | Parciales: 26–30, 22–26, 25–35, 22–38                                    |                      |                                                          |                                                                                |  |  |
|                               | Estadísticas Cliff Hagan 33 Cliff Hagan 13 Hagan, Sauldsberry 4 cada uno | Reporte Pts Reb Asts | Estadísticas Tom Heinsohn 26 Bill Russell 31 Bob Cousy 7 | Pabellón: Boston Garden, Boston, Massachusetts Asistencia: 11,531 espectadores |  |  |
| Boston lidera las series, 1–0 |                                                                          |                      |                                                          |                                                                                |  |  |
|                               |                                                                          |                      |                                                          |                                                                                |  |  |

| 5 de abril               | St. Louis Hawks                                         | 108–116              | Boston Celtics                                         |                                                                                |  |  |
|                          | Parciales: 32–27, 20–26, 23–31, 33–32                   |                      |                                                        |                                                                                |  |  |
|                          | Estadísticas Cliff Hagan 40 Bob Pettit 19 Cliff Hagan 6 | Reporte Pts Reb Asts | Estadísticas Bob Cousy 26 Bill Russell 28 Bob Cousy 14 | Pabellón: Boston Garden, Boston, Massachusetts Asistencia: 13,909 espectadores |  |  |
| Boston leads series, 2–0 |                                                         |                      |                                                        |                                                                                |  |  |
|                          |                                                         |                      |                                                        |                                                                                |  |  |

| 8 de abril                    | Boston Celtics                                                            | 120–124              | St. Louis Hawks                                     |                                                                             |  |  |
|                               | Parciales: 31–28, 35–38, 31–32, 23–26                                     |                      |                                                     |                                                                             |  |  |
|                               | Estadísticas Russell, Heinsohn 24 cada uno Bill Russell 23 Bill Russell 9 | Reporte Pts Reb Asts | Estadísticas Bob Pettit 31 Bob Pettit 24 Si Green 7 | Pabellón: Kiel Auditorium, St. Louis, Misuri Asistencia: 8,468 espectadores |  |  |
| Boston lidera las series, 2–1 |                                                                           |                      |                                                     |                                                                             |  |  |
|                               |                                                                           |                      |                                                     |                                                                             |  |  |

| 9 de abril                    | Boston Celtics                                                       | 119–104              | St. Louis Hawks                                        |                                                                              |  |  |
|                               | Parciales: 28–31, 24–25, 39–26, 28–22                                |                      |                                                        |                                                                              |  |  |
|                               | Estadísticas Cousy, Sanders 22 cada uno Bill Russell 24 Bob Cousy 12 | Reporte Pts Reb Asts | Estadísticas Bob Pettit 40 Bob Pettit 18 Cliff Hagan 7 | Pabellón: Kiel Auditorium, St. Louis, Misuri Asistencia: 10,442 espectadores |  |  |
| Boston lidera las series, 3–1 |                                                                      |                      |                                                        |                                                                              |  |  |
|                               |                                                                      |                      |                                                        |                                                                              |  |  |

| 11 de abril                 | St. Louis Hawks                                                              | 112–121              | Boston Celtics                                            |                                                                                |  |  |
|                             | Parciales: 39–33, 22–29, 23–37, 28–22                                        |                      |                                                           |                                                                                |  |  |
|                             | Estadísticas Bob Pettit 24 Pettit, Sauldsberry 11 cada uno Johnny McCarthy 6 | Reporte Pts Reb Asts | Estadísticas Bill Russell 30 Bill Russell 38 Bob Cousy 12 | Pabellón: Boston Garden, Boston, Massachusetts Asistencia: 13,909 espectadores |  |  |
| Boston gana las series, 4–1 |                                                                              |                      |                                                           |                                                                                |  |  |
|                             |                                                                              |                      |                                                           |                                                                                |  |  |

Se repetía la final de año anterior. Los Celtics se presentaban prácticamente con la misma plantilla, con la incorporación de Tom Sanders, un alero procedente de la Universidad de Nueva York elegido en la primera ronda del draft de 1960, que encajaba a la perfección en el esquema de Red Auerbach. La principal novedad de los Hawks estaba en el banquillo, donde Paul Seymour, procedente de Syracuse Nationals, sustituía a Ed Macauley. Entre los jugadores, destacar la llegada del que años más tarde sería miembro del Basketball Hall of Fame, Lenny Wilkens, quien rápidamente se hizo un hueco en el quinteto titular.
Los Hawks llegaban al primer partido un día después de haber disputado un duro séptimo partido en la final de la Conferencia Oeste ante Los Angeles Lakers, y como era de prever, perdieron en el Boston Garden por un contundente 129-95. Tres días más tarde, en el segundo partido, mejoraron un poco, pero no consiguieron poner el factor cancha a su favor, cayendo por 116-108. Las series se trasladaron al Kiel Auditorium de St. Louis, donde los Hawks conseguirían su primera victoria, que a la postre sería la única en la serie, imponiéndose por 124-120. Al día siguiente se impuso la lógica, consiguiendo los Celtics una cómoda victoria por 15 puntos, rematando la serie dos días más tarde venciendo en el Garden por 121-112.